# Шекспир и Компания
«Шекспир и Компания» — названия двух независимых друг от друга книжных магазинов на левом берегу Сены в Париже. Первый был открыт Сильвией Бич 19 ноября 1919 года на улице Дюпюитрен, 8, а затем, в 1922 году, перенесён в более просторное помещение на улице Одеон, 12 в VI округе Парижа. В двадцатых годах двадцатого века в нём собирались такие писатели, как Эзра Паунд, Эрнест Хемингуэй, Джеймс Джойс и Форд Мэдокс Форд. Магазин закрылся в 1940 году во время немецкой оккупации в Париже. В 1951 году одноимённый магазин был открыт в другом месте Джорджем Уитмэном; он существует и в наше время.

## Магазин Сильвии Бич
Сильвия Бич, американский экспатриант из Нью-Джерси, основала книжный магазин «Шекспир и Компания» в 1919 году по адресу: улица Дюпюитрен 8. Книжный функционировал как обычный магазин и как библиотека. В 1921 году Бич перенесла его в более просторное помещение на улице Одеон 12, где он просуществовал до 1940 года. В этот период магазин был центром англо-американской литературной культуры и модернизма в Париже. Писатели и художники «потерянного поколения», такие как Эрнест Хемингуэй, Эзра Паунд, Фрэнсис Скотт Фицджеральд, Гертруда Стайн, Джордж Антейл и Мэн Рэй, проводили там львиную долю своего времени. Джеймс Джойс, использовавший книжный в качестве своего бюро, прозвал его Стратфорд-на-Одеоне. Книги, которые Бич отбирала для магазина по собственному вкусу, считались литературой высшего качества. Магазин и его обитатели упоминаются в романе «Праздник, который всегда с тобой» Хемингуэя. Клиенты могли купить или взять почитать запрещённую в Британии и в Соединённых Штатах книгу Дэвида Герберта Лоуренса «Любовник леди Чаттерлей».
В 1922 году Бич опубликовала роман Джойса «Улисс», который также был запрещён в Соединённых Штатах и Британии. Более поздние издания тоже печатались в издательстве Шекспир и Компания.
Этот первый магазин «Шекспир и Компания» закрылся 14 июня 1940 года во время немецкой оккупации. Причиной стал отказ Бич продать немецкому офицеру последнюю книгу Джойса «Поминки по Финнегану». По окончании войны Хемингуэй «собственноручно освободил» магазин от захватчиков, но заново он так и не открылся.

## Книжный магазин Джорджа Уитмэна
В 1951 году ещё один англоязычный магазин под названием Le Mistral был открыт на левом берегу Парижа американцем Джорджем Уитмэном. Помещением для него послужило здание монастыря XVI века, по адресу: улица Бюшри, 37, рядом с площадью Сан Мишель и в паре шагов от Сены, Собора Парижской Богоматери и острова Сите. Подобно «Шекспиру и Компании», магазин стал очагом литературной культуры в богемном Париже. Туда частенько захаживали писатели бит-поколения, такие как Аллен Гинсберг, Грегори Корсо и Уильям Сьюард Берроуз.
После смерти Сильвии Бич в 1964 году Уитмэн переименовал свой магазин в «Шекспир и Компания» в честь предыдущего, объяснив название как «роман из трёх слов». Это слияние он назвал «социалистической утопией, выряженной в книжный магазин». Среди его клиентов были Генри Миллер, Анаис Нин и Ричард Райт. В магазине есть 13 спальных мест; по словам Уитмэна, 40 000 человек оставались там на ночь со времени его открытия.
Джордж Уитмэн умер 14 декабря 2011 года в возрасте 98 лет. Магазином теперь управляет его дочь, Сильвия Бич Уитмэн. В нём регулярно проводятся воскресные чаепития, чтения поэзии и встречи с авторами. В магазине проводятся «литературные чтения», на которых актёры вслух читают новые произведения уже именитых или ещё мало известных писателей.
Четыре магазина «Шекспир и Компания», открывшихся в Нью Йорке, начиная с 1981 года, не имеют ничего общего с парижским тёзкой.